# Grupa Bair
Grupa Bair je rok sastav iz Knjaževca, Srbija. Bend je nastao 2020 godine a u žižu javnosti je dospeo snimanjem singl ploče na vinilu (Aleksandra (Pesma bez rime)/Ona Sanja) za izdavačku kuću Fidbox što je prva singl ploča snimljena u Srbiji nakon pauze od deset godina.

## Istorija
Grupa je nastala u Knjaževcu, 2020 godine. Prve snimke prave u Studiju BTN u Knjaževcu iste godine ali pandemija COVID-19 odlaže snimanje koje se završava tek u Novembru 2021. Početkom Decembra iste godine, potpisuju ugovor sa izdavačkom kućom Fidbox i dospevaju u žižu javnosti jer singl sa dve numere na vinilu biva prvi singl izdat u Srbiji nakon pauze od deset godina (poslednji je izdala Riblja Čorba 2012. godine takođe za Fidbox).

### Aleksandra (Pesma bez rime)/Ona Sanja
Pesme sa prvog singla napisao je i komponovao Ivan Jelenković, aranžman su uradili Ivan Jelenković i Marko Aranđelović - Bratanče koji je bio zadužen i za produkciju i za post produkciju. Singl je snimljen u Knjaževačkom studiju "BTN". Gost na A strani u pesmi "Aleksandra (Pesma bez rime)" je Alen Jovanović, gitarista i jedan od osnivača Šabačkog benda Goblini koji je komponovao solo deonicu i odsvirao je u pesmi.
7.Decembra 2022 nastupaju na promociji knjiga legendarnog rok novinara i kritičara Pece Popovića. 12.Decembra 2022 pesma sa A strane singl ploče "Aleksandra (Pesma bez rime)" našla se na kompilaciji "10 Godina The Best of Fidbox" koju je izdala izdavačka kuća Fidbox, a na kojoj su se još našle i pesme legendarnih bendova Riblja Čorba, Bajaga i Instruktori, Yu Grupa, Van Gogh i mnogih drugih.
Reakcija kritičara
Reakcija kritičara na ovaj singl bila je pozitivna. Branimir Lokner u recenziji za Time Machine Music piše: "Po mom mišljenju obe kompozicije poseduju sličnu slušljivost, sličan vokalno-izvođački pristup, a prilično ličan tekstualni iskorak karakteriše obe numere, pomenutu i pesmu sa B strane – “Ona sanja”. Duško Antonić za portal Rockomotiva: "Ako kažem da su me prvi taktovi pesme (ni sam ne znam zašto) podsetili na kultnu novosadsku grupu Balkan, već u drugom delu me je, izvanrednom transformacijom glasa pevača, načinom njegovog pevanja neodoljivo podsetila na Mileta Kekina i Hladno pivo. Što, naravno, isključivo treba shvatiti kao kompliment [...] Ljubavna je i ništa lošija pesma “Ona sanja” na B strani, koja je komotno mogla biti i dvostruka A strana singla (što nije treba da zahvali pre svega Alenu)". Dragutin Matošević za sajt Barikada piše: "Bez ikakve dvojbe, Bair su ozbiljna grupa. Vidi se to po besprijekornim interpretacijama dvije ovdje pomenute pjesme. Kada ih odslušate, shvatit ćete da se radi o bendu velikih potecijala. Oni su tek na početku, a ako se održe, duži vremenski period, pred njima je uspješna muzička karijera"

### 2023 Music Awards Ceremony
Pesma "Ona sanja", našla se 25.Janurara 2023 među pet nominovanih pesama iz celog regiona u kategoriji "Rok pesma godine" na MAC/Music Award Ceremony održanom u Štark Areni.

### Da li znate šta rade vaša deca?
U periodu od 4-7.februara 2024 godine, ponovo u studiju BTN u Knjaževcu snimaju pesmu "Da li znate šta rade vaša deca?" Gost u pesmi je dvanaestogodišnja Natalija Dinić, a pojavljuje se i sedmočlani dečiji hor. Autor teksta i muzike je gitarista benda Ivan Jelenković, a sem njega aranžman potpisuju i Miloš Milivojević i Marko Aranđelović koji je bio zadužen i za produkciju, miks i mastering i odsvirao klavijature u pesmi. Pesma je objavljena 18.Februara 2024 i odmah je postala hit na radio stanicama, kao i predmet raznih debata. U strofama naizmenično pevaju devojčica, o svojim problemima i strahovima, i pevač benda Miloš u ulozi nesavesnog roditelja. 30.marta pesma dospeva glasovima slušalaca na prvo mesto top liste Radia Beograd 202 a iste večeri biva izabrana i za Hit nedelje pomenute radio stanice O samoj pesmi, autor Ivan Jelenković je napisao:
"Povod za nastanak ove pesme, ili kap koja je prelila čašu, bila je tragedija u Ribnikaru. Nakon te tragedije pesma je i nastala, snimljena je demo verzija. Zbog tehničkih (ne)mogućnosti u malom Knjaževcu, nije mogla biti snimljena sve do Februara 2024 kada su se napokon stvorili uslovi za njeno snimanje. Inače, postoji još od Ribnikara.
Nažalost, pesma će uvek biti aktuelna, pa i ovih poslednjih dana dobija neku drugu dimenziju. Naša najveća želja bi bila da pesma nikada više ne bude aktuelna, i da ostane u prošlosti kao opomena i sećanje na neka loša vremena koja su zauvek ostala iza nas.
Svaki čovek, a pogotovu umetnik koji se bavi bilo kojom vrstom umetnosti, mora dati svoj doprinos na polju aktivizma. Baviti se muzikom, a pogotovu rokenrolom, i pevati "Ša la la" je totalno besmisleno. Ovo je bio naš skromni pokušaj da skrenemo pažnju ljudima na one najranjivije u društvu, a to su svakako deca. I ako smo samo 0,01% roditelja barem malo razdrmali ovom pesmom, naš cilj je ostvaren."

## Članovi Grupe
- Miloš Milivojević (vokal)
- Ivan Jelenković (gitara)
- Saša Zvezdić (bas gitara)
- Aleksandar Stanković (bubanj)

## Diskografija
- Aleksandra (Pesma bez rime) / Ona Sanja (Fidbox 2022) SP
- 10 Godina The Best of Fidbox, kompilacija (Fidbox 2022) CD

## Nagrade i nominacije
- Dodela nagrada Music Award Ceremony (MAC)

| Godina | Kategorija | Nominovano delo | Ishod      |
| ------ | ---------- | --------------- | ---------- |
| 2023   | Rok Numera | Ona sanja       | Nominacija |